# Gwynfi and Croeserw
Gwynfi and Croeserw (en anglais) ou Gwynfi a Chroeserw (en gallois) est une communauté du borough de comté de Neath Port Talbot, au pays de Galles.

## Géographie
La communauté de Gwynfi and Croeserw est située dans le sud-est du borough de comté de Neath Port Talbot, à la frontière des boroughs de comté de Rhondda Cynon Taf (à l'est) et Bridgend (au sud). Elle couvre la haute vallée de l'Afan (en) et comprend les villages d'Abergwynfi (en), Blaengwynfi (en) et Croeserw (en).

## Histoire
Gwynfi and Croeserw est créée en 2022 en application du The County Borough of Neath Port Talbot (Electoral Arrangements) Order 2021. Elle est issue de la scission de l'ancienne communauté de Glyncorrwg en deux : Gwynfi and Croeserw et Cymer and Glyncorrwg.